# Batipuh Baruah
Batipuh Baruah is een bestuurslaag in het regentschap Tanah Datar van de provincie West-Sumatra, Indonesië. Batipuh Baruah telt 9486 inwoners (volkstelling 2010).